# Koishikawa Botanischer Garten

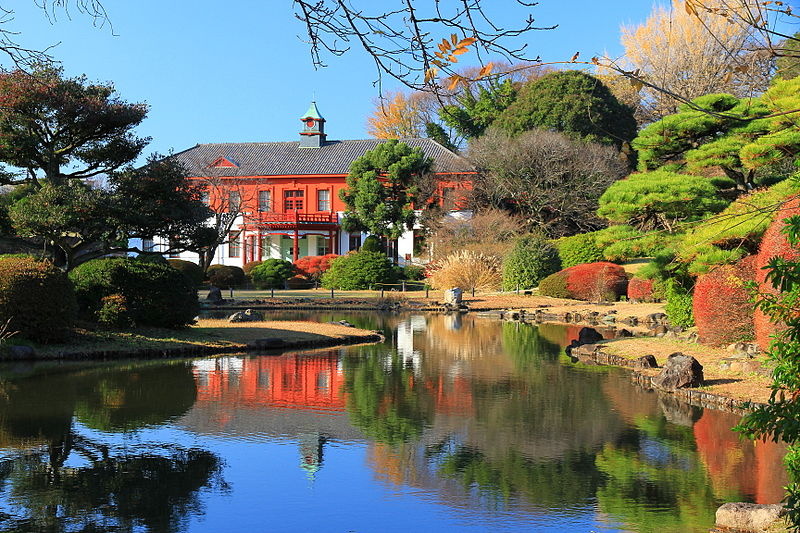
Alte Medizinschule im Garten

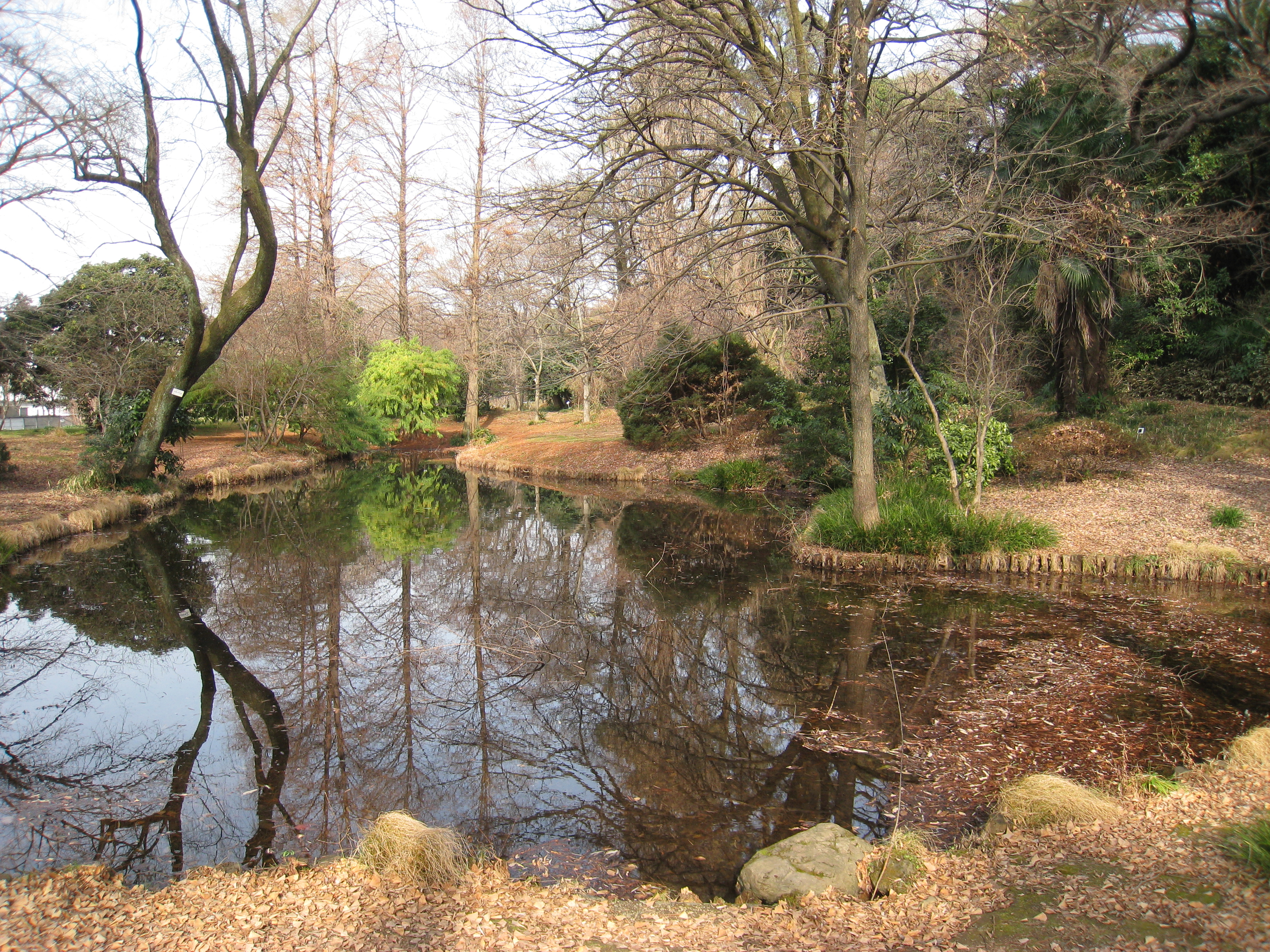
Teil der Teichanlage

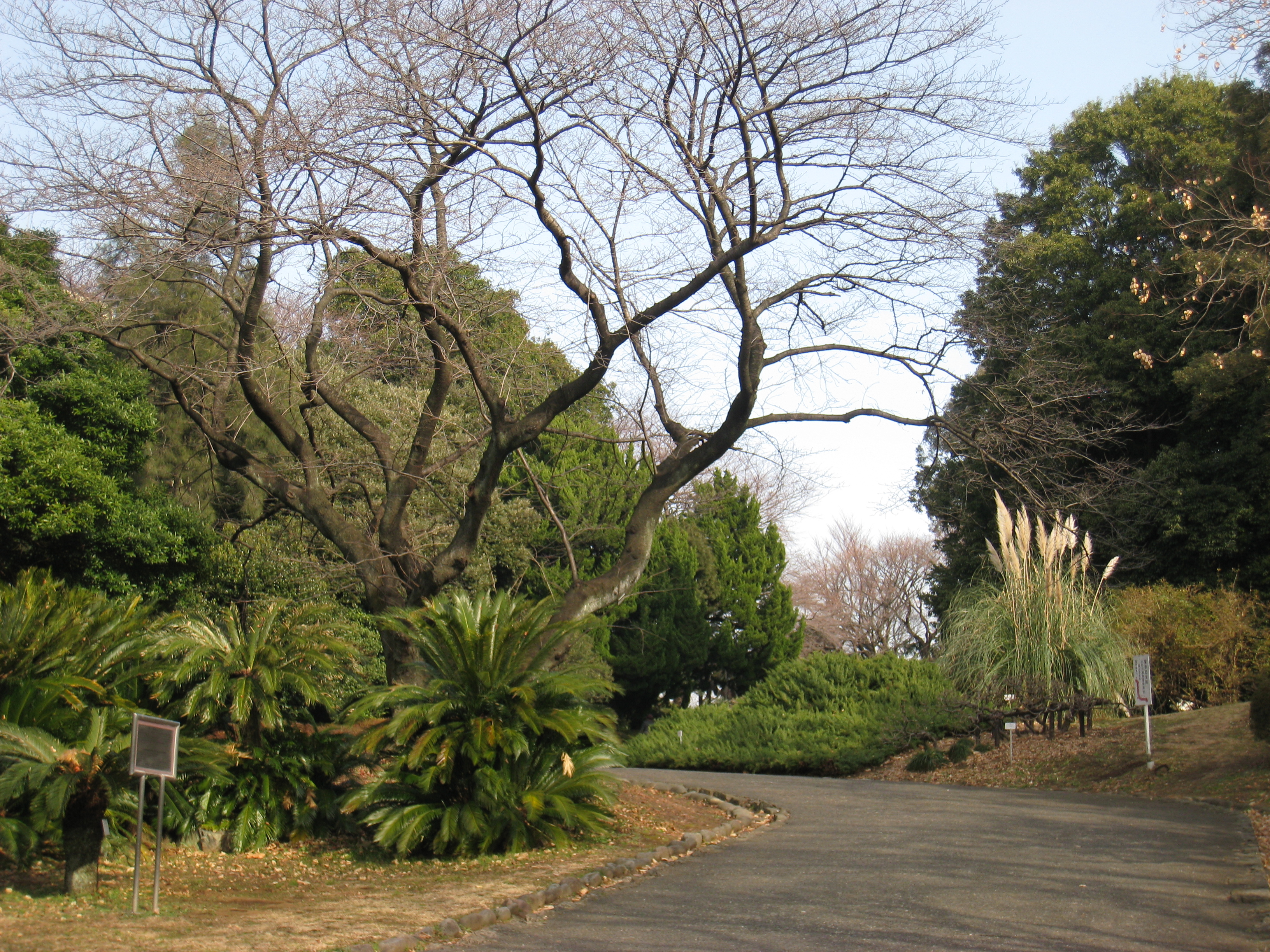
Eingangsbereich

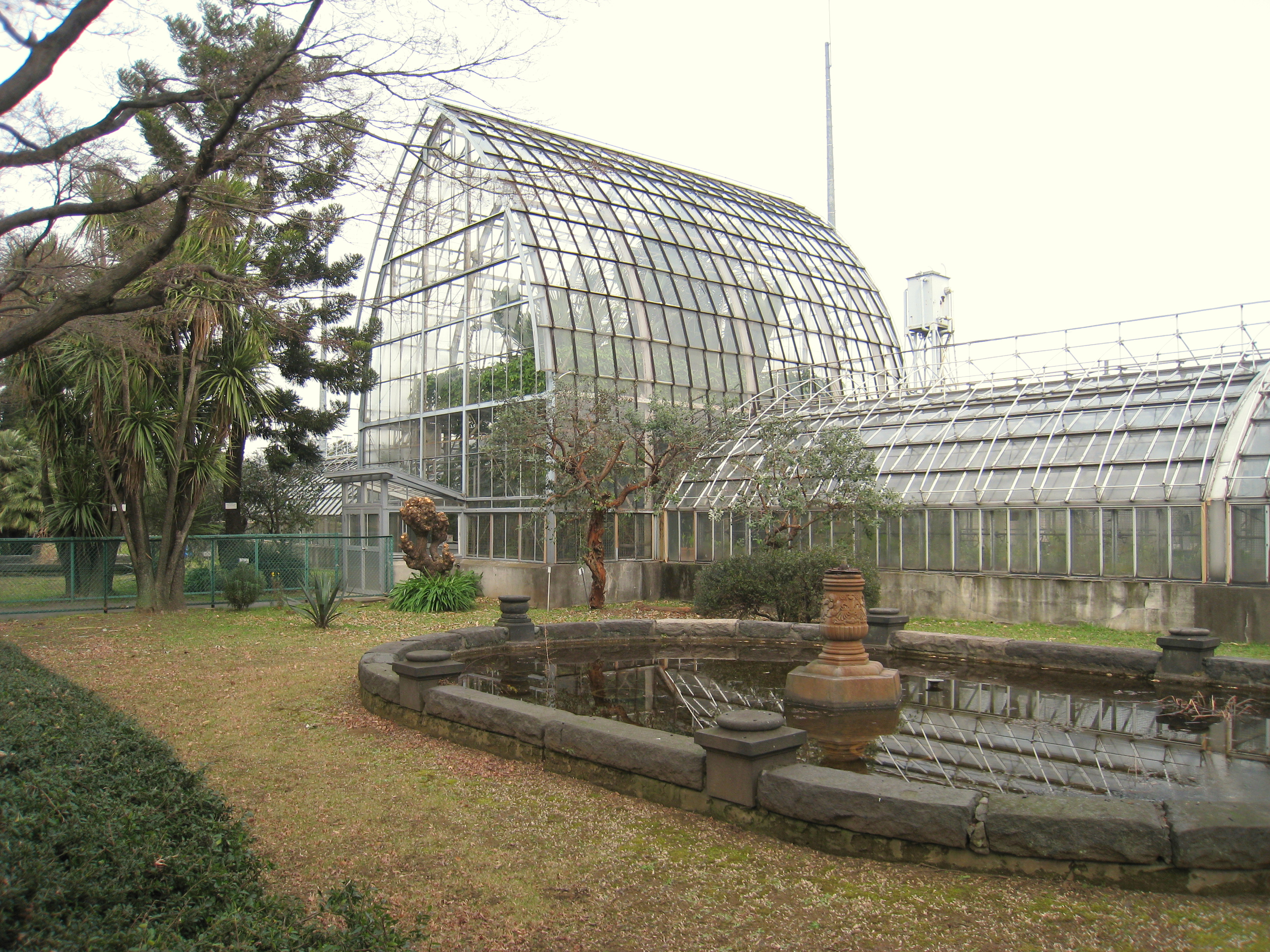
Gewächshaus

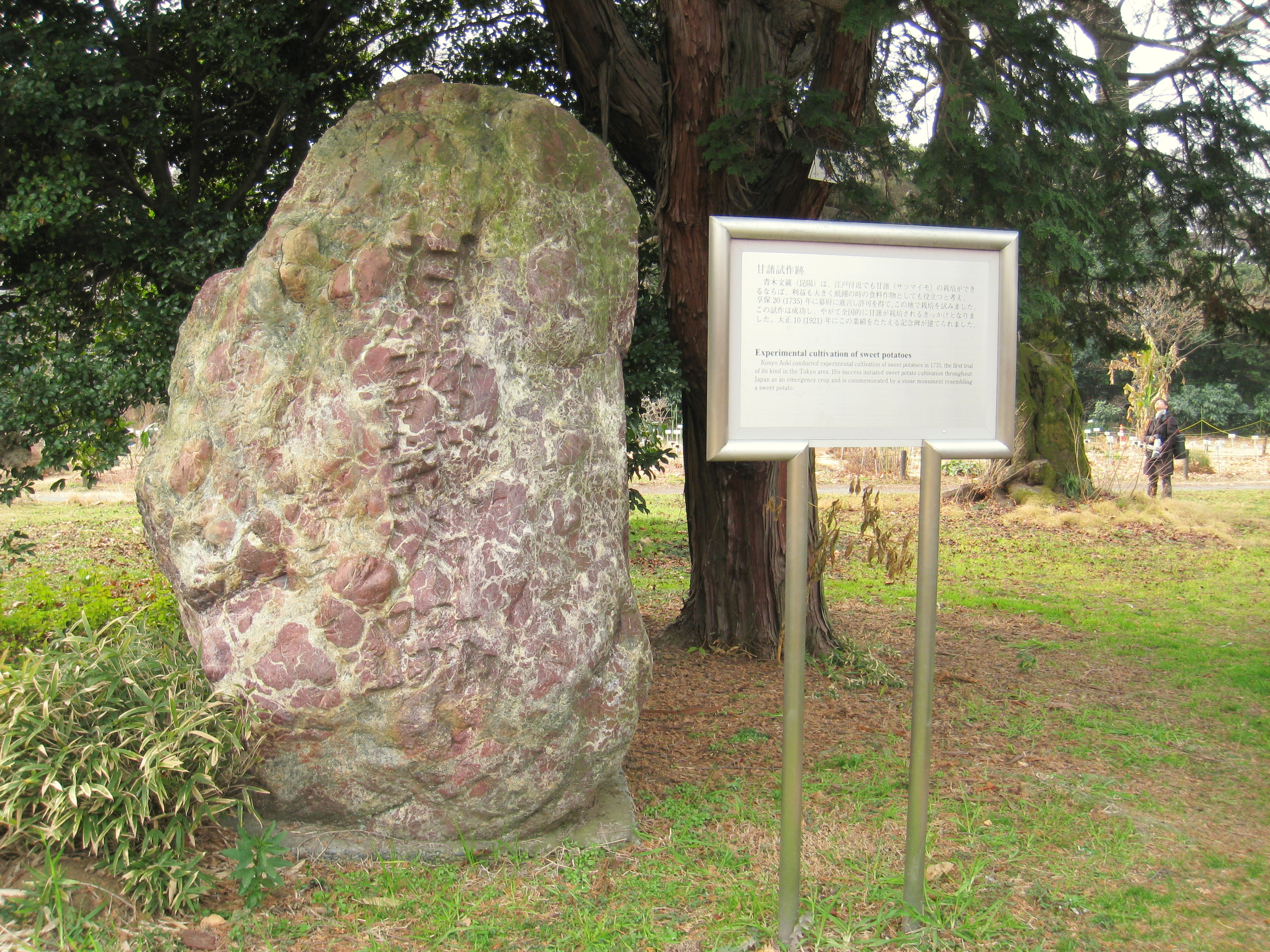
Süßkartoffel-Denkmal

Der Koishikawa Botanische Garten (japanisch 小石川植物園, Koishikawa shokubutsuen) in Tokio, Bunkyō (vormals Koishikawa), ganz offiziell Tōkyō daigaku daigakuin rigakukei kenkyūka fuzoku shokubutsuen (東京大学大学院理学系研究科附属植物園), geht auf einen vom Shogunat angelegten Kräutergarten des 17. Jahrhunderts zurück.

## Der Garten
Ursprünglich hatte Tokugawa Tsunayoshi, in der Zeit bevor er Shogun wurde, als Fürst des Tatabayashi-han dort eine Nebenresidenz angelegt. Da vorher dort der Hakusan-Schrein stand, wurde die Anlage „Hakusan goten“ (白山御殿) genannt. Nach Tsunayoshis Tod wurde das Anwesen aufgegeben, dann aber legte der 8. Shogun Tokugawa Yoshimune dort, die ursprüngliche Anlage ausweitend, einen Kräutergarten (薬園添地, yakuen soechi) an. Seitdem erstreckt sich der Garten in Form eines Rechteckes von Nordwesten nach Südosten über eine Länge von ca. 800 m und einer Breite von 200 m.
1721 nutzte der Stadtarzt Ogawa Shōsen (1672–1760) den vom Shogunat eingerichteten Bittkasten und schlug eine Behandlungsstelle für Arme vor, die daraufhin als yōshōjo (養生所) im Kräutergarten eingerichtet wurde. Diese Einrichtung existiert zwar nicht mehr, wohl die dazu gehörige Quelle. Diese Quelle wurde während des Kantō-Erdbebens 1923 genutzt, um die Bevölkerung in der Umgebung mit Trinkwasser zu versorgen.
Anfang des 18. Jahrhunderts wirkte der bedeutende Botaniker Aoki Konyō (1698–1769) in dem Garten. Dort gelang es ihm, Süßkartoffeln (薩摩芋, Satsuma-imo oder 甘藷, kansho) zu züchten, die auch außerhalb Kyūshūs gedeihen und als Nahrungsmittel vor allem in Notzeiten zur Verfügung standen. Daran erinnert im Garten ein Gedenkstein in Form einer Süßkartoffel. Konyō, der u. a. Leiter der Bibliothek des Shogunats (Shomotsu bugyō) war, schrieb seine Gedanken zur Süßkartoffel in dem Buch „Banshokō“ (蕃藷考) nieder. Auf seinem Grabstein wird er als „Professor Süßkartoffel“ -„Kansho-sensei“ – verehrt.
Zu Beginn der Meiji-Zeit wurde die Behandlungsstelle aufgegeben und an die Medizinschule (大学東校, daigaku tōkō), Vorläufer der Medizinischen Fakultät der Universität Tokio, angegliedert. 1877, mit Gründung der Universität Tokio, kam der Garten an deren naturwissenschaftliche Fakultät und verblieb bei ihr bis zum heutigen Tage. 1886 entdeckten dort Hirase Sakugorō (1856–1925) die komplexe Fortpflanzung des Ginkgo und Ikeno Seiichrō (1866–1943) die der Japanischen Sagopalme (Sotetsu). Der 2. Direktor des Botanischen Gartens, Miyoshi Manabu (1862–1939) hatte u. a. bei Wilhelm Pfeffer in Leipzig studiert.
Der eigentliche Kräutergarten liegt auf einer Anhöhe. Im oberen Teil ist eine mit Steinplatten ausgelegte Fläche von 132 m² erhalten, die zum Trocknen von Kräutern benutzt worden war. Der der Anhöhe vorgelagerte untere Teil wird von einem japanischen Wandelgarten mit einem Wasserlauf eingenommen. Dieser Wandelgarten geht auf Tsunayoshi zurück, die heutige Anlage zeigt Einflüsse aus späteren Zeiten. Ebenfalls im unteren Teil befindet sich an der Nordwestseite das Hauptgebäude der erwähnten Medizinschule, das 1969 hierher überführt wurde.
Der Bestand umfasst Gewächse aus Ostasien, Japan, Korea, China und Taiwan sowie von anderen Teilen der Welt. Aus dem Raum Tokio sind viele Gewächse aus früheren Zeiten erhalten; der Bestand reicht 300 Jahre zurück. Im Botanischen Garten erinnern Tafeln an einigen Bäumen, dass sie von Thunberg und Siebold und Zuccarini zum ersten Male wissenschaftlich beschrieben wurden.
1902 wurde für alpine Pflanzen ein Zweiggarten im hochgelegenen Nikkō angelegt.

## Kenndaten
- Betreiber: Universität Tokio, es wird Eintritt erhoben
- Erste Anlage: 1684
- Fläche: 161.588 m²
- Bestand: 1.400 Bäume, 1,500 Sträucher, 1.100 tropische und subtropische Gewächse
- Hauptgebäude, Bibliothek (20.000 Bände), Gewächshaus, Labors, Herbarium (1,7 Mio. Präparate)